# Кавітанд

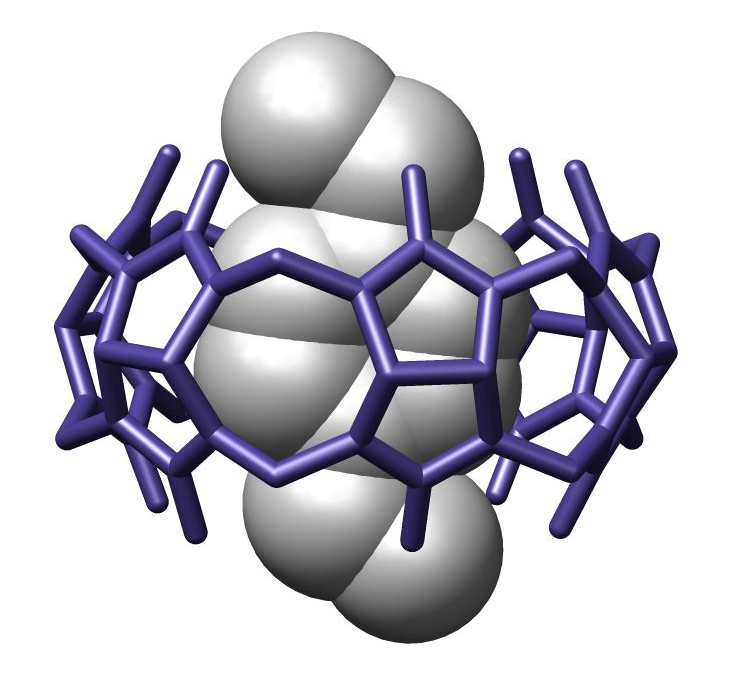
Кавітанд кукурбітурил.

Кавітанд.

Кавіта́нд (рос. кавитанд, англ. cavitand) — хімічна сполука, в структурі молекули якої є або може утворюватись (при конформаційних перетвореннях) порожнина, достатньо велика для того, щоб прийняти в неї інші молекули.